# Кори Кисперт
Кори Џејмс Кисперт (енгл. Corey James Kispert, рођен 3. марта 1999.) је амерички професионални кошаркаш који наступа за Вашингтон визардсе из Националне кошаркашке асоцијације (НБА). Играо је колеџ кошарку за Гонзага Булдогс, где је као сениор био консензус првог тима Ол-Америкен.

## Биографија

### Средњошколска каријера
Кисперт је одрастао у Едмондсу у Вашингтону и похађао Кингс средњу школу. Као јуниор, просечно је бележио 23,9 поена, 6,8 скокова, 3,4 асистенције и 2,3 украдене лопте по утакмици, довео је тим до друге узастопне државне титуле и проглашен је за МВП турнира државног првенства. Оцењен као регрут са четири звездице, Кисперт се обавезао да ће играти колеџ кошарку у Гонзаги преко Нотр Дама након јуниорске сезоне. Кисперт је у просеку постизао 25 поена по утакмици током последње године пре него што је сломио стопало у фебруару.
Кисперт је 2021. рекао да је главни тренер Вирџиније Тони Бенет рекао Кисперту да „треба да види Корија да игра више против врхунске конкуренције пре него што одлучи да ли би могао да игра у Вирџинији“ и то га је мотивисало да се „одржи“ у првој утакмици сезоне; Вирџинија је регрутовала Кисперта, али му није понудила стипендију пре него што се посветио Гонзаги.

### Колеџ
Као прави бруцош, Кисперт је играо у свих 35 Гонзагиних утакмица са седам стартова, постижући у просеку 6,7 поена и 3,2 скока по утакмици. Постао је стартер за Булдоге у својој другој сезони, са просечно 8,0 поена и 4,1 скок по утакмици.
Кисперт је ушао у своју јуниорску сезону на листи за посматрање награде Џулијус Ирвинг и као Гонзагин једини почетник из претходне године. Након што је постигао мање од пет поена у своје претходне три утакмице, Кисперт је постигао 28 поена и постигао седам од осам покушаја за три поена 28. новембра 2019. против Јужног Мисисипија у првој рунди 2019. Битке за Атлантик. Постигао је 26 поена уз пет тројки против Северне Каролине у победи од 94–81. На крају регуларне сезоне, Кисперт је именован за прву тимску конференцију на Западној обали. Кисперт је у просеку постизао 13,9 поена по утакмици као јуниор. После сезоне, пријавио се за НБА драфт 2020, али није ангажовао агента. Кисперт је на крају одлучио да се врати за своју сениорску сезону 3. августа.
Уласком у своју сениорску сезону, Кисперт је именован за предсезонски тим конференције на Западној обали. Постигао је свој 1000. поен у каријери на отварању сезоне против Канзаса као део учинка од 23 поена у победи од 102–90. Дана 26. децембра 2020. Кисперт је постигао рекордних 32 поена у каријери, изједначивши школски рекорд са девет тројки, у победи од Вирџиније резултатом 98–75. Он је довео Гонзагу до рекорда 31–1, а његов једини пораз је био против Бејлора у утакмици националног шампионата. Кисперт је проглашен за ВЦЦ играча године и освојио је награду Џулијус Ирвинг као најбољи мали нападач у нацији. Као сениор, просечно је бележио 18,6 поена и пет скокова по утакмици.

### Професионална каријера

#### Вашингтон Визардси (2021 – данас)
Дана 29. јула 2021. године, Кисперт је драфтован са укупно 15. избором на НБА драфту 2021. од стране Вашингтон визардса. Играо је у 77 утакмица током своје почетничке сезоне.

## Статистика

### НБА
| Сезона   | Екипа              | ОУ | СУ | МПУ  | ПШ%  | 3П%  | СБ%  | СПУ | АПУ | УПУ | БПУ | ППУ |
| -------- | ------------------ | -- | -- | ---- | ---- | ---- | ---- | --- | --- | --- | --- | --- |
| 2021–22  | Вашингтон визардси | 77 | 36 | 23.4 | .455 | .350 | .871 | 2.7 | 1.1 | .5  | .3  | 8.2 |
| Каријера | Каријера           | 77 | 36 | 23.4 | .455 | .350 | .871 | 2.7 | 1.1 | .5  | .3  | 8.2 |

### Колеџ
| Сезона   | Екипа           | ОУ  | СУ  | МПУ  | ПШ%  | 3П%  | СБ%  | СПУ | АПУ | УПУ | БПУ | ППУ  |
| -------- | --------------- | --- | --- | ---- | ---- | ---- | ---- | --- | --- | --- | --- | ---- |
| 2017–18  | Гонзага булдози | 35  | 7   | 19.4 | .460 | .351 | .667 | 3.2 | .7  | .3  | .2  | 6.7  |
| 2018–19  | Гонзага булдози | 37  | 36  | 26.1 | .437 | .374 | .875 | 4.1 | 1.0 | .6  | .5  | 8.0  |
| 2019–20  | Гонзага булдози | 33  | 33  | 33.0 | .474 | .438 | .810 | 4.0 | 2.1 | .9  | .4  | 13.9 |
| 2020–21  | Гонзага булдози | 32  | 32  | 31.8 | .529 | .440 | .878 | 5.0 | 1.8 | .9  | .4  | 18.6 |
| Каријера | Каријера        | 137 | 108 | 27.4 | .483 | .408 | .824 | 4.0 | 1.4 | .7  | .4  | 11.6 |